# Loathe
Loathe — британская метал-группа, сформированная в Ливерпуле в 2014 году. В состав группы входят вокалист Кадим Франс, гитарист и бэк-вокалист Эрик Бикерстаффе, барабанщик Шон Рэдклифф и бас-гитарист Фейсал Эль-Хазраги. По опросам читателей журнала Revolver, были включены на третьем месте в список современных групп, от которых ожидается прорыв в мейнстрим.
По мнению обозревателя Allmusic, Джеймса Вилкинсона, в музыкальном плане группа сочетает эклектичное звучание металкора с брутальностью дэт-метала и разнообразными элементами прогрессивного метала.
Второй студийный альбом группы, "I Let It In And It Took Everything", был признан одним из лучших метал-альбомов 2020 года по версии Loudwire.

## Состав
Текущий состав
- Кадим Франс — экстрим-вокал (с 2014), чистый вокал (с 2017)
- Эрик Бикерстаффе — гитара, чистый вокал, экстрим-вокал (с 2014)
- Шон Рэдклифф — ударные (с 2014)
- Фейсал Эль-Хазраги — бас-гитара, бэк-вокал (с 2018)

Бывшие участники
- Шейн Смит — бас-гитара (2014—2018), бэк-вокал (2017—2018)
- Коннор Суини — гитара (2014—2021), бэк-вокал (2017—2021)

## Дискография

### Студийные альбомы
- The Cold Sun (2017)
- I Let It in and It Took Everything (2020)
- The Things They Believe (2021)